# Noel Brotherston
Noel Brotherston (18. listopadu 1956 Dundonald – 6. května 1995, Blackburn) byl severoirský fotbalista, záložník. Zemřel 6. května 1995 ve věku 38 let na infarkt myokardu.

## Fotbalová kariéra
Hrál v anglických ligových soutěžích za Tottenham Hotspur FC, Blackburn Rovers FC, Bury FC a Scarborough FC. Byl členem severoirské reprezentace na Mistrovství světa ve fotbale 1982, nastoupil ve 2 utkáních. Za reprezentaci Severního Irsko nastoupil v letech 1980–1985 ve 27 utkáních a dal 3 góly.

## Ligová bilance
| Ročník                                  | Zápasy | Góly | Klub                 |
| --------------------------------------- | ------ | ---- | -------------------- |
| Football League Second Division 1975/76 | 1      | 0    | Tottenham Hotspur FC |
| Football League Second Division 1977/78 | 40     | 11   | Blackburn Rovers FC  |
| Football League Second Division 1978/79 | 35     | 2    | Blackburn Rovers FC  |
| Football League Third Division 1979/80  | 41     | 7    | Blackburn Rovers FC  |
| Football League Second Division 1981/82 | 38     | 2    | Blackburn Rovers FC  |
| Football League Second Division 1982/83 | 39     | 6    | Blackburn Rovers FC  |
| Football League Second Division 1983/84 | 21     | 2    | Blackburn Rovers FC  |
| Football League Second Division 1984/85 | 33     | 7    | Blackburn Rovers FC  |
| Football League Second Division 1985/86 | 19     | 1    | Blackburn Rovers FC  |
| Football League Second Division 1986/87 | 18     | 0    | Blackburn Rovers FC  |
| Football League Third Division 1987/88  | 36     | 4    | Bury FC              |
| Football League Third Division 1988/89  | 2      | 0    | Bury FC              |
| Football League Fourth Division 1988/89 | 5      | 0    | Scarborough FC       |
| CELKEM                                  | 361    | 44   |                      |